# 黑的教育
《黑的教育》是一部於2023年上映的臺灣劇情電影，該部電影由九把刀編劇、柯震東首次執導，由蔡凡熙、宋柏緯、朱軒洋、春風、戴立忍、張寗主演。

## 劇情大綱
本片講述三個剛剛高中畢業的不良少年，在半夜的天台飲酒作樂，擾人清夢，三人此時分享彼此心中見不得光的惡行......。

## 演員
- 蔡凡熙 飾 王鴻全
- 朱軒洋 飾 張博偉
- 宋柏緯 飾 韓吉
- 戴立忍 飾 興哥
- 黃信堯 飾 資深警察
- 春風 飾 泰哥
- 張寗 飾 酒醉女
- 鄭志偉 飾 撿屍運將
- 王自強 飾 業務主任
- 林靖茜 飾 業務主任的女兒
- 劉主平 飾 菜鳥警察
- 大飛 飾 興哥手下
- 江忠明 飾 流浪漢
- 楊正任 飾 興哥手部替身

## 旁白
- 黃信堯

## 獎項紀錄
| 年份 | 頒獎典禮              | 獎項                             | 入圍者                         | 結果 |
| ---- | --------------------- | -------------------------------- | ------------------------------ | ---- |
| 2022 | 第59屆金馬獎          | 最佳男配角                       | 朱軒洋                         | 獲獎 |
| 2022 | 第59屆金馬獎          | 最佳新導演                       | 柯震東                         | 提名 |
| 2022 | 第59屆金馬獎          | 最佳剪輯                         | 解孟儒、李蕙                   | 提名 |
| 2022 | 第59屆金馬獎          | 最佳視覺效果                     | 嚴振欽                         | 提名 |
| 2023 | 第18屆大阪亞洲電影節  | 最具潛力創作者                   | 黑的教育                       | 獲獎 |
| 2023 | 第47屆香港國際電影節  | 新秀電影競賽(華語)評審團特別表揚 | 黑的教育                       | 獲獎 |
| 2023 | 第25屆台北電影獎      | 最佳劇情長片                     | 《黑的教育》                   | 提名 |
| 2023 | 第25屆台北電影獎      | 最佳編劇                         | 柯景騰（九把刀）               | 提名 |
| 2023 | 第25屆台北電影獎      | 最佳男主角                       | 蔡凡熙                         | 提名 |
| 2023 | 第25屆台北電影獎      | 最佳男配角                       | 朱軒洋                         | 提名 |
| 2023 | 第25屆台北電影獎      | 最佳聲音設計                     | 高偉晏、湯湘竹、吳建緯、鄭元凱 | 提名 |
| 2023 | 第25屆台北電影獎      | 最佳視覺效果                     | 嚴振欽、罡風創意映像有限公司   | 提名 |
| 2023 | 第25屆台北電影獎      | 最佳剪輯                         | 解孟儒、李蕙                   | 提名 |
| 2023 | 第25屆台北電影獎      | 最佳配樂                         | 王建威                         | 提名 |
| 2024 | 第5屆台灣影評人協會獎 | 最佳男演員                       | 朱軒洋                         | 提名 |

## 幕後團隊
- 導演 ： 柯震東
- 監製 ：柯耀宗、盧維君、九把刀、趙德胤
- 製片人 ：方曉茹
- 編劇  ：九把刀
- 攝影 ：陳大璞
- 剪輯 ：解孟儒、李蕙
- 配樂 ：王建威
- 美術 ：吳若昀
- 特效 ：嚴振欽
- 燈光 ：洪文凱
- 錄音 ：湯湘竹、吳建緯
- 聲音設計 ： 高偉晏、鄭元凱
- 造型 ： 王佳惠
- 妝髮 ： 陳怡俐
- 特殊化妝：蕭百宸、劉顯嘉
- 選角 ： 陳靜媚
- 表演指導 ： 蔡嘉茵
- 動作設計 ： 洪昰顥
- 總策畫 ： 劉遠欣、李芷瑤
- 後期製片： 謝旻岑
- 製片 ： 劉怡佳

## 外部連結
- 互联网电影数据库（IMDb）上《黑的教育》的资料（英文）
- 黑的教育的Facebook專頁
- 黑的教育的Instagram帳戶